# District de Békéscsaba
Le district de Békéscsaba (en hongrois : Békéscsabai járás) est un des 9 districts du comitat de Békés en Hongrie. Créé en 2013, il compte 82 424 habitants et rassemble 9 localités : 6 communes et trois villes dont Békéscsaba, son chef-lieu.

## Localités
- Békéscsaba
- Csabaszabadi
- Csorvás
- Doboz
- Gerendás
- Kétsoprony
- Szabadkígyós
- Telekgerendás
- Újkígyós